# Black Christmas (película de 2006)
Black Christmas es una película de slasher de 2006, dirigida y escrita Glen Morgan. Está protagonizada por Katie Cassidy, Mary Elizabeth Winstead, Michelle Trachtenberg, Lacey Chabert, y Crystal Lowe. El proyecto es una nueva versión de la cinta del mismo título de 1974. Aunado a lo anterior, es la segunda entrega en la franquicia de películas de Black Christmas.
En 2019, se lanzó una segunda nueva versión de Black Christmas, producida por Blumhouse Productions y distribuida por Universal Pictures.

## Argumento
Durante una noche nevosa de invierno durante la Nochebuena, en Alpha Kappa, la casa de hermandad de mujeres de Gama, Clair Crosby le escribe una Tarjeta de Navidad a su media hermana Leigh en su cuarto. Cuando se dirige a investigar un ruido desde el armario, le ponen una bolsa en la cara y es asesinada por una figura que le clava un bolígrafo en su cabeza.
Mientras tanto, a Billy Lenz, quien mató su familia durante una Navidad, le está siendo servida su cena Navideña en una institución mental. Él es visto meciéndose en una silla, en una celda decorada con iluminación navideña. Cuando el servidor de comida anda en el vestíbulo, deja caer un cartón de leche, sosteniendo la puerta abierta. Sirviendo el alimento, se encuentra con un voluntario vestido como Santa Claus quien busca la sala de niños. Él da a Billy su alimento, diciendo al hombre vestido como Santa que "esto es la cosa más cercana que nosotros podríamos conseguir a su madre". El Guardia de Seguridad J. Bailey hace bromas al camillero sobre Billy, quien trata de escaparse cada año, tras lo cual, el camillero y Santa se alejan.
Detrás en la casa de hermandad de mujeres, Kelli Presley habla con su novio Kyle Autry, diciendo que ella pasará la Navidad con sus hermanas de la hermandad, pero lo hará con él. Luego, Megan Helms, una chica de la hermandad, llama a Kyle y discuten por teléfono.
Dentro de la casa, su chaperona, la señora Mac, clasifica regalos, tratando de encontrar el de Billy, porque la casa era el  antiguo hogar de Billy, esto es una tradición darle un regalo cada año. Melissa, Heather, Dana y Kelli están en la sala de estar. Ellas hablan, y piensan que Clair ya se ha marchado con Leigh.
En la clínica psiquiátrica, Billy abre la pequeña ventana de la celda y coloca una pequeña caja que hizo con el periódico sobre la repisa para que la abra el guardia de seguridad. Al abrirla, descubre las palabras "Estaré en casa para Navidad" escritas sobre el periódico. Él rápidamente mira en la celda, y ve que Billy no está. El guardia entra en la celda, y descubre un agujero en la pared. Cuando él saca su linterna y mira en el agujero, Billy sale de la cama y apuñala al guardia en el cuello con un bastón de caramelo afilado, con el que antes fue visto comiéndoselo.
En la casa, Kelli va a buscar a Lauren y decirle que va a abrir los regalos. Megan está viendo un vídeo porno de Kyle y ella, y ella desilusionada se pregunta cómo llegó a internet. Después Lauren y Kelli se marchan, Megan oye una melodía de globo de nieve que viene del ático. Al entrar al ático encuentra el cuerpo de Clair por la ventana en una mecedora. De repente una figura le pone una bolsa en su cabeza. Ella se cae en el piso y lucha, pero la figura la apuñala repetidamente antes de arrancarle uno de sus ojos con sus dedos.
Billy abandona la celda y mata al hombre vestido como Santa. Él roba su equipo, lleva su cuerpo en una bolsa, y abandona la institución, vertiendo la bolsa en el basurero y dejando visible la mano del hombre.
En la casa, Heather admite que no le compró a Billy un regalo. Ella piensa que darle un regalo a un asesino es malo y Lauren le dice que la Navidad es sobre tonterías de malos espíritus. Hay un flashback a 1970. Cuando Billy nació, él tenía un desorden de hígado que le dio la piel amarilla por ictericia. Su padre lo amaba a pesar de todo, pero su madre le tenía rabia. Como Billy se hace un poco más grande él es tratado mal por su madre, que se ha hecho una alcohólica. Durante una Navidad su madre le dice que Santa estaba muerto. Su padre, sin embargo, le dice que tiene un regalo para él oculto en un agujero del armario de Billy. Billy entra en su cuarto, que ahora es de Eve (una chica de la hermandad de mujeres) en el presente, y encuentra un modelo de Apolo-Soyuz.
Años más tarde, los padres de Billy luchan, porque su madre tiene un amante. Billy oye la discusión y observa a su padre brutalmente siendo asesinado por su madre y su amante. Billy vuelve corriendo a su cuarto, y ve por el agujero del armario cómo su madre y su amante entierran el cadáver en el espacio de bajo la casa, pero es descubierto. Su madre lo persigue hasta el ático y lo encierra allí.
En el presente, el teléfono suena y Kelli contesta. El llamador dice cosas sin sentido, Lauren hace un comentario grosero, y las respuestas de hombre son "voy a matarle". Heather cuelga el teléfono. Como Melissa comprueba al llamador, ellas son sobresaltadas porque el detector de teléfonos decía "Celular de Clair Crosby". Heather acusa a Lauren de provocar al llamador y Lauren la insulta. Heather va arriba, diciendo que ella se va a casa. Arriba, Heather se cruza con Eve quien se va a casa. Ella da su secreto regalo a Heather, una estatua de cristal de un unicornio. Heather no se impresiona y se despide de Eve. Eve va hacia la puerta, pero la señora Mac la para y trata de encontrar su secreto regalo.
Un retroceso muestra a la madre de Billy teniendo sexo con su nuevo marido, quien se duerme durante el acto. Ella se molesta y oye a Billy en el ático. Ella lo seduce y lo viola. Nueve meses más tarde, la madre duerme a una bebé, Agnes (hermana e hija de Billy) y dice: "Ella es mi familia ahora". Luego en el presente, las muchachas hablan de Eve. Mientras tanto, Heather recoge sus cosas y a través de su aparato se entera sobre una tormenta de nieve. Ellas abren sus regalos, con la señora Mac que consigue alguna ropa interior que le regalaron. Cada una se ríe y Kelli va a conseguir el verdadero regalo cuando el teléfono suena. Melissa contesta, y es otra vez la misma voz misteriosa. Melissa cuelga, y  al ver la identificación del que llama, ve que es del teléfono de Megan. Kelli va a buscar a Megan y con Heather. Cuando ellas entran al cuarto de Megan, un hombre está de pie ahí. Ellas gritan, pero el hombre da un paso adelante, y ven que es solamente Kyle. Las muchachas, que han oído el grito, van hacia arriba. Kyle les dice que él no vio a Megan en su cuarto, y Lauren piensa que Kyle ha sido el llamador. Melissa dice que es Billy y Kyle les dice el resto de la historia.
Cuando Agnes creció más, Billy se pone muy celoso. Una Navidad, Agnes desempaca una muñeca y Billy, cegado por los celos, se escapa del ático. Él ataca a Agnes, sacándole uno de sus ojos y luego apuñala a su padrastro en la cara y finalmente, enreda a su madre en la iluminación navideña y la arrastra a la cocina, donde él la golpea hasta la muerte con un rodillo de masa y luego hace galletas con la carne de su madre. Cuando la policía llega a la escena, ellos lo encuentran comiendo las galletas y bebiendo de la sangre de su madre. Agnes entonces fue puesta en un orfanato y nadie sabe dónde está ahora.
Mientras Kelli y Kyle buscan en el cuarto de Megan, las demás encuentran a Leigh en su sala de estar, queriendo saber dónde esta Clair. Ellas encuentran un regalo debajo del árbol, adornado con un viejo periódico, aquí esta el de Billy. Ellas lo abren y descubren la caja del regalo que Billy recibió en 1975 con la muñeca sin ojos de Agnes dentro. Las muchachas sospechan que fue Leigh, pero Leigh quiere ver el cuarto de Clair. Mientras tanto Heather dice que ella va a buscar en el cuarto de Eve ya que el periódico era el mismo que Eve le dio a ella en el regalo del unicornio. Dana se queda abajo con la señora Mac, mientras que Lauren comienza a vomitar debido a su bebida excesiva. Ella más tarde toma una ducha, yBilly es visto mirando desde uno de los agujeros del piso del baño.
Después de que la luz se va, Kelli encuentra el vídeo de Megan y Kyle y Kelli discute con Kyle. Las muchachas encuentran a Kelli y Kyle peleando y la señora Mac echa a Kyle. Dana dice que el enchufe está bajo la casa y ella lo irá a conectar. Ella va afuera a fumar, dejando caer su cigarrillo en un agujero sobre el pórtico. Ella oye a alguien debajo de ahí y tomando su linterna, abre la puerta del espacio de abajo de la casa y mira adentro. De repente, alguien la agarra, metiéndola debajo de la casa. Las dos luchan, pero la figura agarra un instrumento de horticultura y apuñala a Dana en la cabeza.
Mientras tanto, Kelli pregunta por qué Dana tarda tanto y se asustan más cuando llaman a Kelli del teléfono de Dana. Las chicas van afuera a buscarla y encuentran que todavía está el coche de Eve  Al abrir la puerta del coche, encuentran la cabeza decapitada de Eve. Corren adentro y Kelli trata de llamar a la policía, quien dice que ellos podrán estar ahí durante al menos dos horas, debido a la tormenta de nieve. La señora Mac sugiere que ellas se metan en su coche y se vayan. Kelli dice que ellas no se separarán y que ellas tienen que mantenerse juntas. Heather dice que ella quiere marcharse y la señora Mac dice a las muchachas que ellas pueden quedarse y ella irá con Heather a encontrar ayuda. Las dos van fuera y entran al coche. La señora Mac sale del coche para quitar el hielo raspando el parabrisas. Ella ve el ojo de Billy por una parte limpia del cristal y ve cómo él mata a Heather y cómo su sangre chispea toda la ventana. La señora Mac se asusta y se pone en la pared, donde una estalactita le cae en un ojo.
Leigh nota que la señora Mac y Heather no se han marchado aún. Ella y Kelli deciden ir a investigar, mientras Melissa y Lauren, que está dormida, se quedan. Después de que ellas bajan al lugar, una figura agarra la estatua de unicornio de Heather y va al pasillo. Leigh cae en un charco de sangre que proviene de afuera donde la señora Mac está tirada en el piso. Melissa oye y se precipita hacia la escalera. Una figura le pone la bolsa sobre su cabeza, Melissa le da a la figura un golpe contra una pared. Se quita la bolsa y corre por la casa y en su cuarto, ella agarra un palo y golpea contra la figura. Abre una ventana e intenta salir, pero la figura lanza un patín de hielo hacia ella, cortándole la parte de atrás de la cabeza (en la versión internacional de la película, Melissa no se escapa del asesino y es lanzada al piso, pero el asesino termina quitándole un ojo y arrastrándola por el piso con sus dedos dentro de sus ojos).
Kelli y Leigh se vuelven y llaman a Melissa, pero no hay ninguna respuesta y van al cuarto de Lauren, cerrando la puerta detrás de ellas. Kyle entonces rompe a patadas la puerta y es atacado por Leigh. Kyle la lanza en la cama de Lauren, y las cubiertas se caen, revelando a una Lauren muerta con sus ojos hacia fuera. Ambos gritan y Kyle insiste en que él no es el asesino. Kelli llama al teléfono móvil de Melissa y lo oye sonando en el ático. Ella explica que el asesino podría estar en el ático con su teléfono. Kyle abre la puerta del ático y es agarrado hacia dentro. Kelli y Leigh tratan de entrar en el ático, pero cierran de golpe la puerta. Kyle lucha y le ponen una bolsa en la cabeza, Kelli rompe la puerta y son testigos de Kyle siendo apuñalado con la estatua de unicornio, y ven cómo son arrancados sus ojos. Leigh ataca a la figura y es lanzada a través del ático, descubriendo el cuerpo de su hermanastra todavía en la mecedora. La figura ataca a Kelli y Leigh y esta cae en un agujero. Kelli hala a Leigh y mientras la sostiene, el asesino enciende unas velas, revelando los cuerpos de sus amigas. El asesino dice que ellas son toda su familia y ella entonces pone una bolsa en su cabeza dejando caer a Leigh, pero ella la empuja y hace que se caiga una vela cerca de una tela y se empieza a incendiar. 
Kelli agarra un tenedor y se lo clava en el ojo, pero la figura se arranca el ojo revelando que es de cristal o falso, viendo que es Agnes. Kelli le dice a Agnes que todo está bien y ella no tiene que hacer esto. Ella le dice que su hermano no está aquí, él todavía está encerrado lejos. Agnes le dice que ella no tiene un hermano, sólo un padre. Billy viene y rompe el piso entrando al ático, Agnes ataca a Kelli, pero esta la empuja en otro agujero en el piso que está entre las paredes. Billy empuja a Kelli en el mismo agujero y Kelli se agarra de la cuerda del árbol que ya hace incendiado por la vela, tratando de impedir caerse completamente. Ella grita, como Agnes comienza a avanzar lentamente. Billy que lo baja, Leigh viene a su rescate, rompiendo la pared. Billy agarra la cabeza de Leigh, pero ella logra escaparse. Leigh traspasa la pared, finalmente alcanzando el punto donde Kelli está atrapada. Billy baja y Agnes sigue avanzando lentamente. Leigh agarra Kelli y como el Árbol de Navidad prende fuego con el resto del ático y se cae en el agujero, quemando a Agnes y Billy. Las dos supervivientes corren fuera.
Después del incendio en la casa, Kelli y Leigh son llevadas al hospital. Kelli se encuentra con Leigh para abrir el regalo de Clair (tal cual como en el final internacional). Luego, Kelli es llevada a rayos X mientras Leigh se queda sola en la habitación. Durante esto, un examinador de cuerpo examina las bolsas de Billy y Agnes. Él abre el primero, donde está Agnes supuestamente muerta. El segundo, Billy, enojado, rasga el bolso y lo mata. Él abre la otra bolsa y saca a Agnes. Agnes se despierta y viene con él.
Mientras Leigh se encuentra sola en la habitación, empieza a escuchar ruidos extraños que provienen del techo y el pasillo y sale a investigar. Después de un rato, Leigh vuelve al cuarto de Kelli para ver si ella regresó de los rayos X. Un cuerpo con el pelo rubio se pone en la cama, pero como ella se acerca la persona, sale de la cama para revelar a Agnes. Leigh grita, pero Agnes la agarra por la garganta y le rompe el cuello (como sucedió en el final internacional).
Kelli vuelve a su cuarto y siente que algo está en su cama. Ella encuentra el nuevo reloj de Leigh. Ella ve la sangre sobre el techo encima de ella y comienza a abrir la puerta, Agnes la agarra de la cortina y comienza a estrangularla. Kelli agarra los desfibriladores y se los pone a Agnes en la cabeza, matándola. Seguidamente, Kelli se dirige a la puerta hasta que Billy baja del techo y Kelli logra abrir la puerta y sale del cuarto con Billy persiguiendola. Ella agarra algunas muletas que están en el pasillo y comienza a golpearlo. Ella da vuelta para correr, pensando que él está inconsciente, pero agarra su pie con una de las muletas, haciéndola caerse al suelo. Kelli se arrastra para tratar de huir y de repente se cae con un carro médico lleno de medicamentos y continua corriendo.
Billy agarra un escalpelo del montón de medicamentos ahora en el suelo y comienza la persecución. Kelli llega a la escalera como Billy viene, acuchillándola con el escalpelo. Ella lo agarra y lo lanza sobre la escalera, haciéndolo caerse sobre la cima del árbol de Navidad que está debajo de él, matándolo. Kelli mira sobre el balcón y respira profundamente.

### Final alternativo
En el hospital, Kelli se encuentra con Leigh, quien se sienta al lado de su cama, preparándose para abrir el regalo de su hermana Clair, ya que dice que no podrá hacerlo frente a su hermana. Leigh entre lágrimas abre el regalo, que resulta ser un reloj que tiene grabado: "Familia por siempre". De repente, un hombre entra a la habitación solicitando que Leigh vaya a identificar el cadáver de Agnes, ya que ella pudo verle el rostro. Leigh se coloca el reloj y le dice a Kelli que volverá pronto. Mientras tanto, Kelli es llevada a rayos X y en otra sala, Billy esta en una cama con graves quemaduras en su cuerpo y varios doctores tratan de resucitarlo sin éxito. Leigh llega a la sala de cadáveres y al abrir la bolsa donde supuestamente está el cadáver de Agnes, Leigh descubre que es el cuerpo de Clair el que se encuentra en la bolsa y Leigh empieza a preguntar a gritos donde esta Agnes y se apresura a regresar a la habitación de Kelli (quien fue llevada a rayos X) y observa un cuerpo con cabello rubio sobre la cama. Leigh se acerca de forma cautelosa a la cama y es sorprendida por la persona, quien resulta ser Agnes, quien la toma por la garganta y la asesina rompiéndole el cuello.
Momentos después, Kelli es llevada de regreso a su habitación por una enfermera y cuando esta sale del cuarto, Kelli empieza a sentir un objeto en su cama, que resulta ser la placa de "Familia por siempre", que era parte del reloj de Leigh, y al notar sangre sobre una baldosa del techo, intenta pedir ayuda, pero la puerta no abre. De repente, una placa del techo se abre y sale Agnes del techo. Kelli se dirige al desfibribilador que estaba en la habitación y es atacada por Agnes. Kelli logra encender el desfibrilador y le coloca las placas a Agnes en el rostro, matándola.
Momentos más tarde, Kelli es recogida en el hospital por sus padres para llevarla a casa y cuando se van, la cámara enfoca a una placa decorativa navideña sobre la puerta, la cual tiene grabado: "Paz en la Tierra" y pantalla se obscurece finalizando la película.

## Reparto
- Katie Cassidy como Kelli Presley[3]
- Mary-Elizabeth Winstead como Heather Lee-Fitzgerald
- Michelle Trachtenberg como Melissa Kitt
- Lacey Chabert como Dana Mathis
- Kristen Cloke como Leigh Crosby-Colvin
- Andrea Martin como Barbara MacHenry
- Crystal Lowe como Lauren Hannon
- Oliver Hudson como Kyle Autry
- Karin Konoval como Mrs. Lenz
- Dean Friss como Agnes Lenz
- Robert Mann como Billy Lenz
- Jessica Harmon como Megan Helms
- Leela Savasta como Clair Crosby
- Kathleen Kole como Eve Agnew
- Christina Crivici como Agnes (joven)